# Williams FW13
Williams FW13 — гоночный автомобиль команды Canon Williams Team, участвовавший в заключительных гонках сезона Формулы-1 1989 года. Модифицированная версия, получившая индекс FW13B, принимала участие в сезоне 1990 года.

## История
Болид появился в конце сезона 1989 года и показал хороший потенциал. В последних двух гонках чемпионата Тьерри Бутсен и Риккардо Патрезе завоевали 4 подиума, причём бельгиец победил на дождевом Гран-при Австралии. Эти очки помогли занять 2 место в Кубке Конструкторов, опередив Ferrari.
В новый, 1990, год команда сохранила состав пилотов. Патрик Хэд подготовил новую версию болида — FW13B, оснащенную новыми боковыми понтонами и улучшенной подвеской. На FW13B стоял новый, более мощный мотор Renault RS2. Скорость и надежность болида позволили пилотам одержать по одной победе: Бутсену — в Венгрии, а Патрезе — в «домашней» гонке в Имоле. В конце сезона итальянцу удалась серия из 3 подряд быстрых кругов в гонках. Однако, несмотря на это, Williams занял лишь 4 место в Кубке Конструкторов, позади лидеров — McLaren и Ferrari, а также пропустив незадолго до финиша чемпионата Benetton.
По всему паддоку Формулы-1 было мнение, что FW13B являлся быстрейшей машиной в 1990 году. А выиграть титулы команде помешало то, что в её составе не было высококлассных пилотов, сделанных из «чемпионского» материала, какими являлись Сенна, Прост, Мэнселл или Пике.

## Результаты в гонках
| Год  | Шасси          | Двигатель       | Шины | Пилоты  | 1   | 2   | 3    | 4    | 5    | 6   | 7    | 8    | 9   | 10  | 11   | 12   | 13   | 14   | 15  | 16  | Место | Очки |
| ---- | -------------- | --------------- | ---- | ------- | --- | --- | ---- | ---- | ---- | --- | ---- | ---- | --- | --- | ---- | ---- | ---- | ---- | --- | --- | ----- | ---- |
| 1989 | Williams FW13  | Renault RS1 V10 | G    |         | БРА | САН | МОН  | МЕК  | США  | КАН | ФРА  | ВЕЛ  | ГЕР | ВЕН | БЕЛ  | ИТА  | ПОР  | ИСП  | ЯПО | АВС | 2     | 77   |
| 1989 | Williams FW13  | Renault RS1 V10 | G    | Бутсен  |     |     |      |      |      |     |      |      |     |     |      |      | Сход | Сход | 3   | 1   | 2     | 77   |
| 1989 | Williams FW13  | Renault RS1 V10 | G    | Патрезе |     |     |      |      |      |     |      |      |     |     |      |      | Сход |      | 2   | 3   | 2     | 77   |
| 1990 | Williams FW13B | Renault RS2 V10 | G    |         | США | БРА | САН  | МОН  | КАН  | МЕК | ФРА  | ВЕЛ  | ГЕР | ВЕН | БЕЛ  | ИТА  | ПОР  | ИСП  | ЯПО | АВС | 4     | 57   |
| 1990 | Williams FW13B | Renault RS2 V10 | G    | Бутсен  | 3   | 5   | Сход | 4    | Сход | 5   | Сход | 2    | 6   | 1   | Сход | Сход | Сход | 4    | 5   | 5   | 4     | 57   |
| 1990 | Williams FW13B | Renault RS2 V10 | G    | Патрезе | 15  | 13  | 1    | Сход | Сход | 9   | 6    | Сход | 5   | 4   | Сход | 5    | 7    | 5    | 4   | 6   | 4     | 57   |

* 54 очка в сезоне 1989 набраны на Williams FW12
| Легенда к таблице |                                                                    |
| --- | ------------------------------------------------------------------ |
| В таблице перечислены результаты всех Гран-при Формулы-1, в которых использовался автомобиль. Строками таблицы являются сезоны, столбцами — этапы чемпионата мира. В каждой клетке указаны сокращённое название этапа и результат, дополнительно обозначенный цветом. Расшифровка обозначений и цветов представлена в нижеследующей таблице. |                                                                    |
| \| Пример \| Описание \| \| ------------ \| ------------------------------------------------------------------ \| \| 1 \| Победитель \| \| 2 \| Второе место \| \| 3 \| Третье место \| \| 5 \| Финишировал, заработав очки \| \| Сход \| Не финишировал, но при этом заработал очки \| \| 12 \| Финишировал, не получив очков \| \| НКЛ \| Финишировал, но не попал в финальную классификацию \| \| 15 \| Участвовал вне зачёта, либо по отдельной классификации \| \| 18 \| Не финишировал, но попал в финальную классификацию \| \| Сход \| Не финишировал \| \| НКВ \| Не прошёл квалификацию \| \| НПКВ \| Не прошёл предквалификацию \| \| ДСК \| Дисквалифицирован \| \| ИСК \| Исключён из протокола соревнований \| \| ТТ \| Заявлен для участия только в тренировках \| \| НС \| Участвовал в квалификации, но не стартовал в гонке \| \| Т \| Травмирован или болен \| \| ОТК \| Отказ от участия \| \| НТР \| Прибыл на соревнования, но на трассу не выезжал \| \| НПР \| Был заявлен в числе участников, но не прибыл к началу соревнований \| \| О \| Соревнования отменены \| \| \| Не участвовал \| \| Поул-позиция \| \| \| Быстрый круг \| \| |                                                                    |
| Пример | Описание                                                           |
| 1 | Победитель                                                         |
| 2 | Второе место                                                       |
| 3 | Третье место                                                       |
| 5 | Финишировал, заработав очки                                        |
| Сход | Не финишировал, но при этом заработал очки                         |
| 12 | Финишировал, не получив очков                                      |
| НКЛ | Финишировал, но не попал в финальную классификацию                 |
| 15 | Участвовал вне зачёта, либо по отдельной классификации             |
| 18 | Не финишировал, но попал в финальную классификацию                 |
| Сход | Не финишировал                                                     |
| НКВ | Не прошёл квалификацию                                             |
| НПКВ | Не прошёл предквалификацию                                         |
| ДСК | Дисквалифицирован                                                  |
| ИСК | Исключён из протокола соревнований                                 |
| ТТ | Заявлен для участия только в тренировках                           |
| НС | Участвовал в квалификации, но не стартовал в гонке                 |
| Т | Травмирован или болен                                              |
| ОТК | Отказ от участия                                                   |
| НТР | Прибыл на соревнования, но на трассу не выезжал                    |
| НПР | Был заявлен в числе участников, но не прибыл к началу соревнований |
| О | Соревнования отменены                                              |
| | Не участвовал                                                      |
| Поул-позиция |                                                                    |
| Быстрый круг |                                                                    |